# دار بيرم
دار بيرم قصر قديم يقع في شارع الأندلسيين في مدينة تونس. أدرج في قائمة جرد جاك ريفو (عضو مجموعة أبحاث الشرق الأوسط والبحر الأبيض المتوسط) كواحد من أكبر القصور التاريخية في تونس.

## تاريخ
اشترى شيخ الإسلام محمد بيرم القصر من عائلة داود وهم تجار أثرياء وموثقين، وفي عام 1883 بدأ بتحديثه وتجديده ببناء طابق آخر. لكنه توفي في عام 1900 قبل أن تنتهي التوسعات، تاركا القصر لأبناءه ليسكنوا فيه.
في 31 يناير 2015 تحول القصر إلى فندق. 

## الطراز المعماري
يتكون القصر من دريبة (قاعة كبيرة) وسقيفة (قاعة صغيرة) والشقق حول فناء، واثنين من الساحات المحلية (علامة على الثراء) المستخدمة لأغراض الطهي، والغسيل، وسكن الموظفين.
تمت زخرفة الدار بعد تحديثها من قبل الشيخ بيرم على الطريقة الايطالية، عبارة عن أرضية رخامية فاتحة، جدران مزينة بالبلاط الإيطالي، وبوابة حديدية.

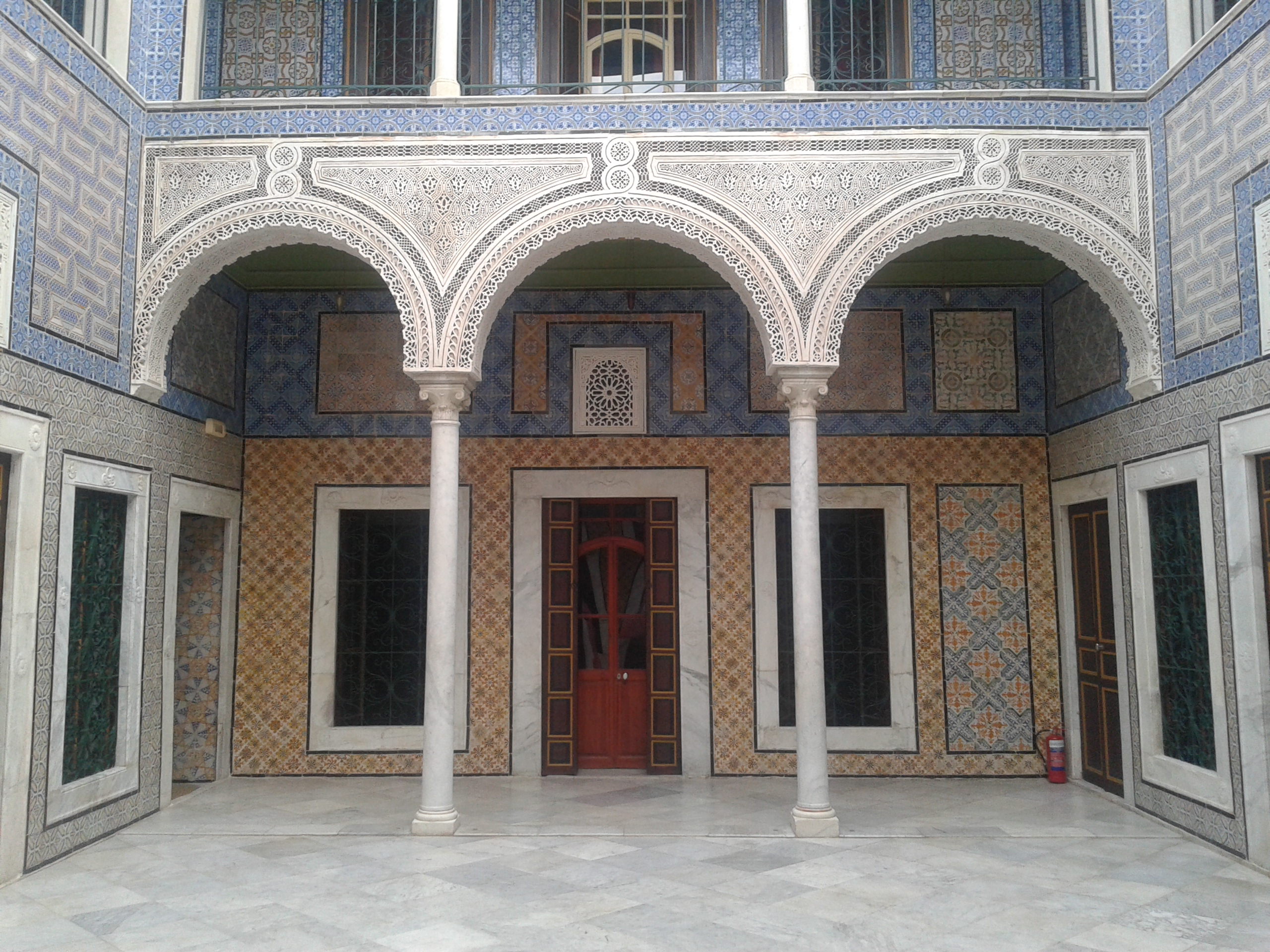
بهو دار بيرم